# رشته‌کوه‌های کالیفرنیا
رشته‌کوه‌های کالیفرنیا (به انگلیسی: California Coast Ranges) یک رشته‌کوه در ایالات متحده آمریکا است که در کالیفرنیا واقع شده‌است. رشته‌کوه‌های کالیفرنیا ۲٬۴۶۸٫۳ متر بالاتر از سطح دریا واقع شده‌است.